# Лудвиг Ото фон Залм
Лудвиг Ото фон Залм (на немски: Ludwig Otto Fürst zu Salm; * 24 октомври 1674, Аахен; † 23 ноември 1738, Анхолт) е вилд- и Рейнграф и 5. княз на Залм.

## Произход
Той е единственият син на княз императорски фелдмаршал Карл Теодор Ото фон Залм (1645 – 1710) и втората му съпруга пфалцграфиня Луиза Мария фон дер Пфалц (1647 – 1679), дъщеря на пфалцграф Едуард фон Пфалц-Зимерн (1625 – 1663) и Анна Гонзага (1616 – 1684). Внук е на принц Леополд Филип Карл фон Залм-Даун († 1663) и Мария Анна фон Бронкхорст-Батенбург (1624 – 1661).
Лудвиг Ото фон Залм умира 23 ноември 1738 г. в Анхолт на 64 години.

## Фамилия
Лудвиг Ото фон Залм се жени на 20 юли 1700 г. в Анхолт за принцеса Албертина Йохана фон Насау-Хадамар (* 6 юли 1679, Хадамар; † 24 април 1716, Анхолт), дъщеря на княз Мориц Хайнрих фон Насау-Хадамар (1626 – 1679) и графиня Анна Луиза фон Мандершайд-Бланкенхайм (1654 – 1692). Те имат децата:
- Доротея Франциска Агнес фон Залм (* 21 януари 1702, Анхолт; † 25 януари 1751, Анхолт), омъжена на 25 март 1719 г. в Анхолт за 1. княз Николаус Леополд фон Залм-Залм (* 25 януари 1701; † 4 февруари 1770)
- Елизабет Александрина Фелицита Шарлота Готфрида фон Залм (* 21 юли 1704, Анхолт; † 27 декември 1739, Брюксел), омъжена на 18 март 1721 г. в Анхолт за княз Клод Ламорал II де Лин (* 7 август 1685; † 7 април 1766)
- Кристина Анна Луиза Освалдина фон Залм (* 29 април 1707, Анхолт; † 19 август 1775, Антверпен), омъжена I. на 9 март 1726 г. за наследствен принц Йозеф фон Хесен-Райнфелс-Ротенбург (* 23 септември 1705; † 24 юни 1744), II. на 12 юли 1753 г. в Анхолт за княз Николаус Леополд фон Залм-Залм (* 25 януари 1701; † 4 февруари 1770), вдовецът на сестра ѝ Доротея